# قضاء العزيزية
قضاء العزيزية أحد الأقضية التابعة لمحافظة واسط في العراق ويقدر عدد سكان القضاء والنواحي التابع له باكثر من 143 الف نسمة بحسب إحصاء عام 2012  والذي جنوب مدينة بغداد بنحو 85 كم وشمال الكوت بنحو 90 وتبلغ مساحته حوالي 2122 كم2 ، يحده من الشمال قضاء بلدروز في محافظة ديالى ويتبع له ناحتي الدبوني وناحية تاج الدين.